# Fossa regia

La Fossa regia ou fossé de Scipion est un fossé tracé en 146 av. J.-C. par les Romains en Tunisie afin de marquer la frontière entre la Numidie et les anciens territoires carthaginois annexés par Rome après la destruction de la capitale punique. Malgré l'annexion de la Numidie orientale en 46 av. J.-C., le fossé sert toujours de limite administrative entre l'Africa nova et l'Africa vetus

## Histoire

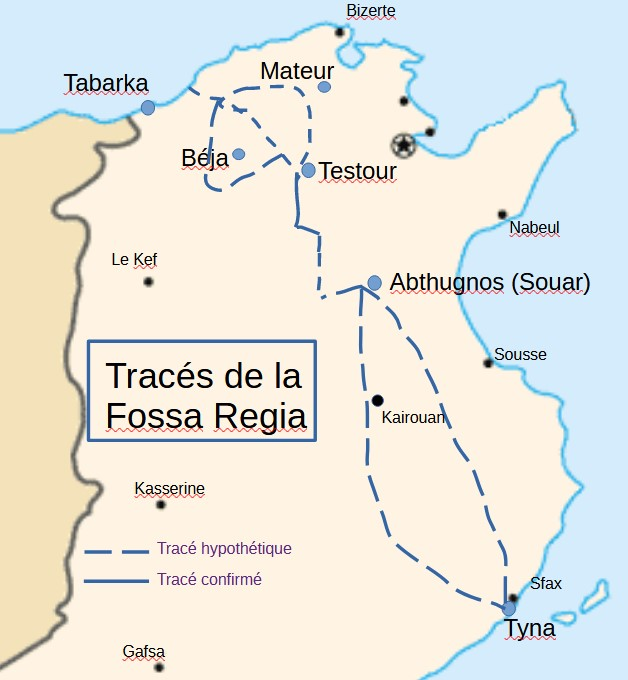
Tracés envisagés de la Fossa regia suivant les dernières recherches.

C'est Pline l'Ancien qui mentionne la Fossa regia pour la première fois dans son ouvrage Histoire naturelle, V, 25 :
« Ea pars quam Africam appellavimus dividitur in duas provincias, veterem et novam, discretas fossa inter Africanum sequentem et reges Thenas usque perducta quod oppidum a Carthagine abest CCXVI mill. passuum. »

« Cette partie, que nous avons appelée proprement Afrique, se divise en deux provinces, l'ancienne et la nouvelle, séparées par un fossé qui fut tracé par suite d'une convention entre Scipion Émilien et les rois, et mené jusqu'à Thenas, ville éloignée de Carthage de 216.000 pas). »
Au chapitre précédent, il précise que la Numidie a pour limite le fleuve Tusca : « Tusca fluvius Numidia finis »
Le fossé est initialement tracé après la destruction de Carthage, en 146 av. J.-C., par les troupes de Scipion Émilien. Ce dernier est assisté d'une commission de dix membres pour fixer les limites de la province et matérialiser la frontière entre le territoire conquis par Rome, et transformé en province romaine et le territoire laissé aux rois numides alliés de Rome. Le tracé reprend celui de la frontière punico-numide après les conquêtes numides de -149.
En 46 av. J.-C., la victoire de Jules César sur les troupes du parti pompéien et de leur allié, le roi de Numidie orientale Juba Ier entraîne l'annexion du territoire de ce dernier qui devient la province d'Africa nova par opposition à l'ancien territoire de Carthage appelé Africa vetus. La Fossa regia conserve son rôle de limite entre les deux provinces.
Leur union au sein de l'Afrique Proconsulaire, sous Auguste en 40 av. J.-C., n'enlève pas toute signification au fossé. Il subsiste et joue toujours un rôle puisqu'il est recreusé sous les Flaviens. En 74, sous la censure de Vespasien, une vaste révision des terres imposables est ordonnée dans le monde romain. A cette occasion, deux légats sont chargés de recreuser le tracé de l'ancienne frontière. Cette opération cadastrale doit permettre de délimiter des terres attribuées antérieurement et d'identifier celles qui reviennent à l'État. La Fossa regia, telle que recreusée sous Vespasien, marque en effet la limite entre plusieurs centuriations. L'empereur procède ainsi à la remise en ordre de l'ager publicus en Afrique. Les légats sont l'ancien consul Caius Rutilius Gallicus et le légat de la légion IIIa Augusta, Sextus Sentius Caecilianus.

## Tracé du fossé

### Sources littéraires
La seule source littéraire est le texte de Pline l'Ancien qui décrit un fossé allant de la rivière Tusca jusqu'à Thaenae au sud de Sfax.
On a longtemps identifié la rivière Tusca à l'oued el kebir qui traverse Tabarka jusqu'à la mise au jour d'une borne près de la ville de Nefza traversée par l'oued Maaden. Cette rivière étant un affluent de l'oued Zouara qui se jette dans la Méditerranée à une quinzaine de kilomètres à l'est de Tabarka, cette découverte permet d'identifier le Tusca flumen de Pline l'Ancien à l'oued Zouara. En l'absence d'autres mentions littéraires, seules les recherches archéologiques permettent de retrouver le tracé du fossé entre ces deux points.

### Sources archéologiques et épigraphes
Des observations aériennes et topographiques ont permis de relever la présence de tranchées de plusieurs mètres de large et courant sur des centaines de mètres, parfois même des kilomètres. Mais en l'absence de recherches plus approfondies, il est impossible de les relier à la Fossa regia.

Par contre, la découverte de plusieurs bornes érigées lors du bornage effectué en 74 permettent de confirmer le tracé du fossé dans la partie centrale de la Tunisie. Les bornes retrouvées se présentent sous la forme de blocs de section quadrangulaire dont la hauteur dépasse parfois 2,20 mètres. Seule la face écrite est soigneusement ravalée alors que les autres côtés sont à peine dégrossis. Sur l'une des faces, on peut lire l'inscription 
« 
EX AUCTORITATE IMPERATORIS VESPASIANI CAESARIS
AUGUSTI PATRIS PATRIAE FINES PROUINCIAE NOUAE
ET UETERIS DERECTI QUA FOSSA REGIA FUIT
PER RUTILIUM GALLICULUM CONSULEM PONTIFICEM
ET SENTIUM CAECILIANUM PRAETOREM LEGATOS
AUGUSTI PRO PRAETORE

(En vertu de l'autorité de l'empereur Vespasien, César, Auguste, Père de la patrie, les limites entre la nouvelle et l'ancienne province ont été tracées là où passait la Fossa Regia, par Rutilius Gallicus, consul, pontife, et Sentius Caecilianus préteur, les légats de l'Auguste propréteurs). »
Douze bornes ont pour l'instant été retrouvées, la majorité dans la partie centrale de la Tunisie.

### Nomenclature des bornes

#### Borne de l'oued Maden
Découverte à la fin des années 2010 par Moheddine Chaouali, la localisation de cette borne a le mérite d'identifier le Tusca flumen à l'oued Zouara et non l'oued el Kebir comme on le pensait jusqu'alors. Mise au jour sur la berge de l'oued Maden, affluent de l'oued Zouara, ce fragment de 39 cm de haut ne comporte que cinq lignes gravées (EX AUCT IMP VESPASIANI CAES[…] PP FI[.] ES […] IN NOVAE E[…]) mais le texte est suffisamment explicite pour qu'on puisse y reconnaître une borne de la Fossa regia.

#### Borne de l'henchir el Baghla
C'est la première borne retrouvée par les archéologues. Découverte à l'henchir Dermoulia à 10 kilomètres de Testour, elle est mentionnée en 1884 par René Cagnat qui a reçu une copie de l'inscription faite par Bernard Roy. L'inscription étant en partie effacée, il ne fait alors pas le lien avec la Fossa regia. La stèle est à nouveau mentionnée par Alfred Merlin en 1907. C'est sans doute lors de sa redécouverte par Charles Saumagne en 1932 que son identification est faite. Elle est alors transférée dans les jardins du contrôle civil de Medjez el-Bab.

#### Bornes du marabout de Sidi Abdallah-bou-el-Behaim
En 1910, ce sont trois bornes qui sont retrouvées par Félix-Georges de Pachtère réemployées dans les murs et sous forme de linteau de porte. Leur emplacement originel est bien sûr inconnu même s'il est probable qu'elles aient été extraites à proximité. Malheureusement, ces stèles n'ont pas été mises en lieu sûr. Le marabout n'est plus maintenant qu'un amas de pierres sèches et les stèles ont disparu.

#### Borne de l'oued Kachbar
C'est également  Félix-Georges de Pachtère qui trouve cette borne le même jour. Elle git à 1 km au sud du marabout sur la pente d'un ravin qui descend à l'oued Kachbar. Elle y est toujours

#### Borne d'Aïn Chetlou
C'est le lieutenant Louvel, officier des brigades topographiques, qui découvre en 1901 cette borne brisée en deux. Implantée à 800m au nord du village de Chetlou dans le djebel Cheïd, elle est surplombée par les ruines d'un fortin. Mis au courant, Paul Gauckler réalise l'importance de cette découverte et décide de rapatrier la partie supérieure de la stèle au musée du Bardo où elle se trouve toujours.

#### Borne de l'henchir Tambra
C'est en 2005 que l'historien tunisien Hosni Abid découvre cette nouvelle borne à proximité de la ville d'El Aroussa dans les ruines de l'henchir Tambra, l'ancienne cité de Thabbora. Elle a été dégagée lors de labours agricoles ce qui laisse un doute sur sa localisation d'origine. Comme plusieurs autres stèles, elle est retrouvée à proximité d'un cours d'eau, en l'occurrence, l'oued Siliana. Elle est maintenant en sécurité dans une maison de la ville voisine.

#### Borne de Sidi Ghrib ou d'Aïn Taffala
Comme en 1901, c'est un officier des brigades topographiques, M. Perrot, qui signale en 1935 aux archéologues des inscriptions intéressantes. En suivant ses indications, Alexandre Contencin découvre une nouvelle borne sur la berge de l'oued-et-Tine à 300 mètres du cimetière de Sidi Ahmed Ghrib près d'Aïn Taffala. Son aspect entier et sa masse importante laissent entendre qu'elle n'a jamais bougé de cet emplacement. Elle y est toujours.

#### Borne de l'oued Rasfet el jbel
Elle est découverte au début des années 2020 par l'historien tunisien Ali Chérif sur la rive droite de l'oued Rasfet el jbel, affluent de l'oued-et-Tine. Brisée à sa base, elle est laissée sur place.

#### Borne de l'oued el Ouaer
C'est un colon français de Bou Arada, Antoine Pace, qui découvre cette borne en 1937 en labourant son champ. Enfouie à 30 cm sous terre à proximité de l'oued el Ouaer, elle est toujours intacte ce qui laisse entendre qu'elle n'a pas bougé de son emplacement originel. On ignore où elle se trouve actuellement.

#### Borne de l'henchir es Souar
Découverte en 1893 par deux officiers du service géographique de l'armée française, le capitaine Lebreton et le lieutenant Wimpffen, cette stèle est la première à pouvoir être étudiée par René Cagnat faute d'avoir retrouvé la borne de l'henchir el Baghla exhumée en 1884. Intacte, elle a été retrouvée à proximité de l'oued el Hadada, ce qui signifie justement "limite". Le déchiffrage de l'inscription permet à l'historien français de faire le lien entre le légat chargé du bornage et Caius Rutilius Gallicus connu par un poème de Stace. La mention de l'empereur Vespasien lui permet de faire le lien avec les opérations cadastrales lancées en 74, ce qui permet de dater la borne. Malgré son importance, on perd la trace de cette stèle.

#### Liste des bornes retrouvées
| Nom                            | Date de la découverte | Découvreur                                | Inscription              | Coordonnées                 |
| ------------------------------ | --------------------- | ----------------------------------------- | ------------------------ | --------------------------- |
| Borne de l'oued Maaden         | 2020                  | Moheddine Chaouali                        |                          | 36° 57′ 59″ N, 9° 05′ 21″ E |
| Henchir el baghla              | 1884                  | Bernard Roy                               | CIL 8, 14882             | 36° 29′ 00″ N, 9° 27′ 13″ E |
| Marabout de Sidi Abdallah 1    | 1910                  | Félix-Georges de Pachtère                 | AE 1912, 148             | 36° 28′ 59″ N, 9° 23′ 11″ E |
| Marabout de Sidi Abdallah 2    | 1910                  | Félix-Georges de Pachtère                 | AE 1912, 149             | 36° 28′ 59″ N, 9° 23′ 11″ E |
| Marabout de Sidi Abdallah 3    | 1910                  | Félix-Georges de Pachtère                 | AE 1912, 150             | 36° 28′ 59″ N, 9° 23′ 11″ E |
| Borne de l'oued Kachbar        | 1910                  | Félix-Georges de Pachtère                 | AE 1912, 151             | 36° 28′ 32″ N, 9° 22′ 29″ E |
| Aïn Chetlou                    | 1901                  | Lieutenant Louvel                         | CIL 8, 25967 AE 1902, 44 | 36° 25′ 50″ N, 9° 22′ 46″ E |
| Henchir Tambra                 | 2005                  | Hosni Abid                                |                          | 36° 22′ 41″ N, 9° 26′ 29″ E |
| Borne de Sidi Ghrib            | 1935                  | Alexandre Contencin                       |                          | 36° 16′ 41″ N, 9° 32′ 19″ E |
| Borne de l'oued Rasfet el jbel | 2021                  | Ali Chérif                                |                          | 36° 15′ 12″ N, 9° 33′ 56″ E |
| Borne de l'oued el Ouaer       | 1937                  | Antoine Pace                              | AE 1936, 28              | 36° 13′ 51″ N, 9° 32′ 54″ E |
| Henchir es Souar               | 1893                  | Capitaine Lebreton et lieutenant Wimpffen |                          | 36° 09′ 55″ N, 9° 59′ 33″ E |

### Hypothèses de tracés
Il est difficile d'imaginer un fossé de plusieurs mètres de large traversant la Tunisie de part en part. C'est pourquoi les historiens ont imaginé que les Romains s'étaient appuyés sur le relief des contrées traversées pour tracer cette frontière entre leurs possessions et la Numidie. 
Le premier est Louis Poinssot qui remarque la présence d'épis pierreux à proximité de la borne de l'henchir el baghla. Ces épis suivant la ligne de partage des eaux, il y voit de manière évidente la limite censée être matérialisée par la Fossa regia. Cette hypothèse semble être confortée par les observations de Félix-Georges de Pachtère qui constate la présence d'épis rocheux à proximité de la borne de l'oued Kachbar qu'il vient de découvrir. Louis Poinssot est donc d'avis de s'appuyer sur l'observation de ces crêtes pour reconnaître le tracé du fossé.
Ali Chérif et Riadh Smari rapprochent plutôt l'idée de fossé des tranchées creusées naturellement par les cours d'eau. Ils proposent donc un tracé suivant les oueds en remarquant le nombre important de bornes trouvées à proximité de rivières. D'autres informations peuvent être utilisées pour cerner le tracé du fossé. Les textes latins comme les inscriptions relevées sur place indiquent si telle cité est du côté numide ou du côté romain et donc de quel côté de la Fossa regia.
La majorité des bornes ayant été trouvées dans la partie centrale de la Tunisie, son tracé y est à peu près déterminé alors qu'il est hypothétique dans sa partie nord comme dans sa partie sud.

#### Tracé nord
Entre le point de départ de Nefza et le point d'arrivée à proximité de Testour, il faut se baser sur la topographie ou sur les textes et les épigraphies pour imaginer le tracé dans cette partie du pays.
Naïdé Ferchiou propose un premier tracé formant une poche très marquée vers l'est vers Mateur pour y inclure la ville de Chiniava transcrite par Pline l'Ancien sous le vocable de oppidum civum romanorum Chiniavense, le terme oppidum étant réservé aux cités numides. L'existence à proximité de sommets portant le nom de djebel Hadada ou djebel el Had, terme évoquant une limite, pourrait aller dans ce sens.
Si on ignore le problème de Chiniava (les doublons de noms de cités étaient courants à l'époque), la chercheuse propose un tracé direct entre Nefza et Testour laissant Béja en territoire numide en s'appuyant sur le texte de Salluste qui y place l'ancienne Vaga.
Ali Chérif et Riadh Smari reprenant leur hypothèse d'un fossé suivant les cours d'eau proposent un tracé suivant l'oued Kasseb jusqu'à sa jonction avec l'oued Medjerda. La frontière suivrait alors cet oued jusqu'à sa jonction avec l'oued Siliana à proximité duquel ont été trouvées les bornes du tracé central. Cette hypothèse créerait une poche vers l'ouest cette fois qui engloberait Vaga-Béja. Les chercheurs notent en effet que si Vaga est bien indiquée comme numide par Salluste, de nombreuses inscriptions en font une ville romaine avant les guerres de Jugurtha. 

#### Tracé sud
Aucune borne n'ayant été trouvée entre celle de Henchir Souar au sud d'Abthugni et Thaenae, deux hypothèses de tracés se sont dégagées.
En se basant sur les textes latins affirmant que le peuple des Gétules était en territoire numide, Charles Saumagne propose un tracé suivant les djebels Khechem, Goubrar, Ousselet et Bou Dabbouz.
Naïdé Ferchiou rejointe par Ali Chérif et Riadh Smari propose un tracé plus à l'est. Celui-ci suivrait les crêtes rocheuses qui longent les sebkhas Kelbia, Sidi el Hani et el Gorra avant de rejoindre Thenae. L'épithète de Hadada accolée à ces crêtes abonderait dans ce sens. On trouve également autour de ce tracé un henchir Hadda et un seguiet el Hadd.